# Klub Sportowy Pałac Bydgoszcz 2019-2020
Questa voce raccoglie le informazioni riguardanti il Klub Sportowy Pałac Bydgoszcz nelle competizioni ufficiali della stagione 2019-2020.

## Organigramma societario
Area direttiva
- Presidente: Piotr Makowski

Area organizzativa
- General manager: Ewa Nogowska

Area tecnica
- Allenatore: Piotr Matela
- Allenatore in seconda: Jakub Tęcza
- Scout man: Jakub Tęcza

Area sanitaria
- Medico: Andrzej Gałaj, Jacek Kruczyński
- Preparatore atletico: Tomasz Stasiak
- Fisioterapista: Anatolij Szawejko

## Rosa
| N° | Nome               | Ruolo | Data di nascita   | Nazionalità sportiva |
| -- | ------------------ | ----- | ----------------- | -------------------- |
| 1  | Patrycja Polak     | S     | 23 febbraio 1991  | Polonia              |
| 3  | Monika Jagła       | L     | 4 gennaio 2000    | Polonia              |
| 4  | Marta Ziółkowska   | C     | 2 novembre 1995   | Polonia              |
| 5  | Anna Stencel       | C     | 28 agosto 1995    | Polonia              |
| 6  | Julia Reszelewska  | L     | 29 maggio 2000    | Polonia              |
| 7  | Magdalena Godos    | P     | 12 settembre 1983 | Polonia              |
| 8  | Ewelina Krzywicka  | S     | 10 agosto 1992    | Polonia              |
| 9  | Tereza Vanžurová   | O     | 4 aprile 1991     | Rep. Ceca            |
| 10 | Joanna Jagodzińska | S     | 25 novembre 1979  | Polonia              |
| 11 | Marta Biedziak     | P     | 17 aprile 1993    | Polonia              |
| 12 | Natalia Lijewska   | S     | 23 luglio 2001    | Polonia              |
| 13 | Kinga Różyńska     | C     | 12 luglio 1998    | Polonia              |
| 14 | Monika Fedusio     | S     | 6 novembre 1999   | Polonia              |
| 16 | Izabella Rapacz    | S     | 25 settembre 1995 | Polonia              |

## Risultati

### Liga Siatkówki Kobiet

#### Girone di andata
| 1ª giornata - 12 ottobre 2019 Hala Łuczniczka, Bydgoszcz    | Pałac Bydgoszcz    | 2 - 3 | Budowlani Łódź  | 28-26, 25-27, 17-25, 25-18, 19-21 |
| 2ª giornata - 19 ottobre 2019 Hala Łuczniczka, Bydgoszcz    | Pałac Bydgoszcz    | 3 - 0 | Wisła Warszawa  | 26-24, 25-23, 26-24               |
| 3ª giornata - 26 ottobre 2019 Hala Podpromie, Rzeszów       | Developres Rzeszów | 3 - 0 | Pałac Bydgoszcz | 25-20, 25-18, 31-29               |
| 4ª giornata - 8 novembre 2019 Hala Łuczniczka, Bydgoszcz    | Pałac Bydgoszcz    | 2 - 3 | Chemik Police   | 17-25, 25-21, 25-18, 19-25, 17-19 |
| 5ª giornata - 19 novembre 2019 Hala BKS Stal, Bielsko-Biała | BKS                | 3 - 0 | Pałac Bydgoszcz | 25-22, 25-18, 25-23               |
| 6ª giornata - 22 novembre 2019 Hala Łuczniczka, Bydgoszcz   | Pałac Bydgoszcz    | 0 - 3 | ŁKS             | 16-25, 22-25, 14-25               |
| 7ª giornata - 30 novembre 2019 Arena Kalisz, Kalisz         | Kalisz             | 1 - 3 | Pałac Bydgoszcz | 15-25, 30-28, 22-25, 20-25        |
| 8ª giornata - 7 dicembre 2019 Hala Łuczniczka, Bydgoszcz    | Pałac Bydgoszcz    | 2 - 3 | Radomka         | 28-26, 25-17, 22-25, 13-25, 13-15 |
| 9ª giornata - 10 dicembre 2019 Hala MOSiR, Piła             | PTPS               | 0 - 3 | Pałac Bydgoszcz | 20-25, 22-25, 18-25               |
| 10ª giornata - 15 dicembre 2019 Hala Łuczniczka, Bydgoszcz  | Pałac Bydgoszcz    | 1 - 3 | Legionovia      | 15-25, 16-25, 25-18, 25-27        |
| 11ª giornata - 17 dicembre 2019 Hala Orbita, Breslavia      | Wrocław            | 3 - 2 | Pałac Bydgoszcz | 24-26, 25-23, 25-21, 23-25, 15-10 |

#### Girone di ritorno
| 12ª giornata - 3 novembre 2019 Łódź Sport Arena, Łódź      | Budowlani Łódź  | 0 - 3 | Pałac Bydgoszcz    | 23-25, 25-27, 16-25               |
| 13ª giornata - 19 febbraio 2020 Hala Łuczniczka, Bydgoszcz | Wisła Warszawa  | 0 - 3 | Pałac Bydgoszcz    | 15-25, 10-25, 23-25               |
| 14ª giornata - 18 gennaio 2020 Hala Łuczniczka, Bydgoszcz  | Pałac Bydgoszcz | 2 - 3 | Developres Rzeszów | 19-25, 19-25, 25-21, 25-21, 18-20 |
| 15ª giornata - 24 gennaio 2020 Hala Policach, Police       | Chemik Police   | 3 - 0 | Pałac Bydgoszcz    | 25-20, 25-23, 25-21               |
| 16ª giornata - 29 gennaio 2020 Hala Łuczniczka, Bydgoszcz  | Pałac Bydgoszcz | 3 - 2 | BKS                | 20-25, 28-26, 28-26, 22-25, 18-16 |
| 17ª giornata - 2 febbraio 2020 Łódź Sport Arena, Łódź      | ŁKS             | 3 - 1 | Pałac Bydgoszcz    | 25-18, 25-20, 18-25, 25-21        |
| 18ª giornata - 10 febbraio 2020 Hala Łuczniczka, Bydgoszcz | Pałac Bydgoszcz | 3 - 0 | Kalisz             | 25-20, 25-19, 25-15               |
| 19ª giornata - 17 febbraio 2020 Hala MOSiR, Radom          | Radomka         | 3 - 0 | Pałac Bydgoszcz    | 25-23, 25-16, 25-21               |
| 20ª giornata - 22 febbraio 2020 Hala Łuczniczka, Bydgoszcz | Pałac Bydgoszcz | 3 - 0 | PTPS               | 25-8, 25-17, 25-12                |
| 21ª giornata - 26 febbraio 2020 Arena Legionowo, Legionowo | Legionovia      | 3 - 2 | Pałac Bydgoszcz    | 17-25, 21-25, 25-18, 25-22, 15-8  |
| 22ª giornata - 2 marzo 2020 Hala Łuczniczka, Bydgoszcz     | Pałac Bydgoszcz | 3 - 0 | Wrocław            | 25-13, 25-19, 25-20               |

## Statistiche

### Statistiche di squadra
| Competizione          | Punti | In casa | In casa | In casa | In trasferta | In trasferta | In trasferta | Totale | Totale | Totale |
| Competizione          | Punti | G       | V       | P       | G            | V            | P            | G      | V      | P      |
| --------------------- | ----- | ------- | ------- | ------- | ------------ | ------------ | ------------ | ------ | ------ | ------ |
| Liga Siatkówki Kobiet | 32    | 11      | 5       | 6       | 11           | 4            | 7            | 22     | 9      | 13     |
| Totale                | -     | 11      | 5       | 6       | 11           | 4            | 7            | 22     | 9      | 13     |

G = partite giocate; V = partite vinte; P = partite perse

### Statistiche dei giocatori
| Giocatore      | Liga Siatkówki Kobiet | Liga Siatkówki Kobiet | Liga Siatkówki Kobiet | Liga Siatkówki Kobiet | Liga Siatkówki Kobiet | Totale | Totale | Totale | Totale | Totale |
| Giocatore      | P                     | PT                    | AV                    | MV                    | BV                    | P      | PT     | AV     | MV     | BV     |
| -------------- | --------------------- | --------------------- | --------------------- | --------------------- | --------------------- | ------ | ------ | ------ | ------ | ------ |
| M. Biedziak    | 15                    | 3                     | 3                     | 0                     | 0                     | 15     | 3      | 3      | 0      | 0      |
| M. Fedusio     | 22                    | 320                   | 279                   | 28                    | 13                    | 22     | 320    | 279    | 28     | 13     |
| M. Godos       | 22                    | 28                    | 10                    | 15                    | 3                     | 22     | 28     | 10     | 15     | 3      |
| M. Jagła       | 22                    | 0                     | 0                     | 0                     | 0                     | 22     | 0      | 0      | 0      | 0      |
| J. Jagodzińska | 0                     | 0                     | 0                     | 0                     | 0                     | 0      | 0      | 0      | 0      | 0      |
| E. Krzywicka   | 22                    | 254                   | 211                   | 25                    | 18                    | 22     | 254    | 211    | 25     | 18     |
| N. Lijewska    | 1                     | 0                     | 0                     | 0                     | 0                     | 1      | 0      | 0      | 0      | 0      |
| P. Polak       | 22                    | 193                   | 179                   | 11                    | 3                     | 22     | 193    | 179    | 11     | 3      |
| I. Rapacz      | 16                    | 41                    | 37                    | 4                     | 0                     | 16     | 41     | 37     | 4      | 0      |
| J. Reszelewska | 7                     | 0                     | 0                     | 0                     | 0                     | 7      | 0      | 0      | 0      | 0      |
| K. Różyńska    | 4                     | 11                    | 7                     | 3                     | 1                     | 4      | 11     | 7      | 3      | 1      |
| A. Stencel     | 22                    | 231                   | 163                   | 54                    | 14                    | 22     | 231    | 163    | 54     | 14     |
| T. Vanžurová   | 19                    | 160                   | 145                   | 8                     | 7                     | 19     | 160    | 145    | 8      | 7      |
| M. Ziółkowska  | 22                    | 180                   | 107                   | 61                    | 12                    | 22     | 180    | 107    | 61     | 12     |

P = presenze; PT = punti totali; AV = attacchi vincenti; MV = muri vincenti; BV = battute vincenti